# Palaemonetes
Palaemonetes is een geslacht van kreeftachtigen uit de klasse van de Malacostraca (hogere kreeftachtigen).

## Soorten
- Palaemonetes africanus Balss, 1916
- Palaemonetes antennarius (H. Milne Edwards, 1837 [in H. Milne Edwards, 1834-1840])
- Palaemonetes antrorum Benedict, 1896
- Palaemonetes argentinus Nobili, 1901
- Palaemonetes atrinubes Bray, 1976
- Palaemonetes australis Dakin, 1915
- Palaemonetes camranhi Nguyên, 1997
- Palaemonetes carteri Gordon, 1935
- Palaemonetes cummingi Chace, 1954
- Palaemonetes hiltoni Schmitt, 1921
- Palaemonetes hobbsi Strenth, 1994
- Palaemonetes intermedius Holthuis, 1949
- Palaemonetes ivonicus Holthuis, 1950
- Palaemonetes kadiakensis Rathbun, 1902
- Palaemonetes karukera Carvacho, 1979
- Palaemonetes lindsayi Villalobos Figueroa & H.H.Jr. Hobbs, 1974
- Palaemonetes mercedae Pereira S., 1986
- Palaemonetes mesogenitor Sollaud, 1912
- Palaemonetes mesopotamicus Pesta, 1913
- Palaemonetes mexicanus Strenth, 1976
- Palaemonetes octaviae Chace, 1972
- Palaemonetes paludosus (Gibbes, 1850)
- Palaemonetes pugio Holthuis, 1949
- Palaemonetes schmitti Holthuis, 1950
- Palaemonetes sinensis (Sollaud, 1911)
- Palaemonetes suttkusi Smalley, 1964
- Palaemonetes texanus Strenth, 1976
- Palaemonetes tonkinensis
- Palaemonetes turcorum Holthuis, 1961
- Palaemonetes vulgaris (Say, 1818)
- Palaemonetes zariquieyi Sollaud, 1938